# Rajongói rizsadomány

Rajongó rizsadomány az EXO együttesnek

A rajongói rizsadomány a K-pop rajongói klubok egyik sajátos jellemzője, egyedülálló jelenség. A koncertek, fellépések, filmbemutatók alkalmából a rajongók szervezetten több száz kilogramm, sokszor több tonna rizst küldenek ajándékba az előadóknak. Az adományokat jótékony célokra fordítják, rászoruló családoknak juttatják el.

## Jellegzetességei
A rizs adományozását K-pop-rajongók indították el, ezzel váltották fel az egyébként szokásos virágcsokrokat. A rizst 20 kilogrammos zsákokban viszik a rendezvény helyszínére, ahol tornyokba rendezik őket. A rizstornyon szerepel a küldő klub neve és az adomány mértéke. Szokásos együttesek tagjainak külön-külön rizstornyot küldetni. A rizst koreai termelőktől szerzik be külön erre a célra alakult cégek, akik a szállítást és a tornyok felállítását, kívánság szerinti elrendezését is végzik. A rajongók sokszor személyes üzeneteket írnak a zsákokra, vagy fényképeket, leveleket tesznek melléjük. A rizsadomány megjelenése azt mutatja, hogy a rajongói klubok a társadalmi felelősségvállalásra is gondolnak, hiszen az adománnyal egyrészt segítik a helyi termelőket, másrészt a rászorulókat, akikhez a rizs kerül, miközben az előadó felé is kimutatják a tiszteletüket és odaadásukat. A rizsadományozás szokása a K-popnak köszönhetően Japánban is megjelent.
Az egyetlen eseményre szállított legnagyobb mértékű rizsadomány rekordját Kim Dzsedzsung rajongói tartják: Dr. Jin című sorozatának sajtótájékoztatójára 2012 májusában harminc országból összesen 23,68 tonna rizst küldettek.